# Laurent Castillo
Laurent Castillo (ur. 12 marca 1962 w Casablance) – francuski lekarz, nauczyciel akademicki i polityk, poseł do Parlamentu Europejskiego X kadencji.

## Życiorys
Studiował medycynę na Université Nice-Sophia-Antipolis. Kształcił się w zakresie chirurgii, w pracy zawodowej specjalizował się w chirurgii laryngologicznej oraz chirurgii twarzy i szyi. Jako lekarz zawodowo związany ze szpitalem uniwersyteckim w Nicei. Został też nauczycielem akademickim. Był dyrektorem instytutu uniwersyteckiego twarzy i szyi w Nicei (UIFC), objął potem funkcję przewodniczącego jego rady medycznej.
W 2024 z ramienia Republikanów uzyskał mandat eurodeputowanego X kadencji. W tym samym roku przyłączył się do ugrupowania Unia Prawicy na rzecz Republiki, na czele której stanął Éric Ciotti.